# Villeneuve-sous-Pymont
Villeneuve-sous-Pymont är en kommun i departementet Jura i regionen Bourgogne-Franche-Comté i östra Frankrike. Kommunen ligger i kantonen Lons-le-Saunier-Nord som tillhör arrondissementet Lons-le-Saunier. År 2022 hade Villeneuve-sous-Pymont 305 invånare.

## Befolkningsutveckling
Antalet invånare i kommunen Villeneuve-sous-Pymont
Referens:INSEE